# Angura kei
Angura kei (jap. アングラ系) – to mroczna japońska estetyka i moda, często kojarzona z ruchem artystycznym Ero-guro oraz Visual kei. Termin ten wywodzi się z japońskiej wymowy słowa „underground”, co odnosi się do jego korzeni w teatrze podziemnym. Styl ten skupia się na strojach inspirowanych tradycyjnymi japońskim ubiorem.

## Nazwa
Nazwa Angura kei wywodzi się z japońskiej wymowy słowa „underground”, co odnosi się do jej korzeni w undergroundowym teatrze.

## Historia
Angura kei wywodzi się z podziemnego ruchu o tej samej nazwie, który pojawił się w latach 60. i 70. XX wieku w japońskim teatrze. Sztuki były bardzo eksperymentalne, koncentrowały się na groteskowych i przerysowanych przedstawieniach „normalnego życia” w Japonii podczas długich okresów wojennych, adaptacje powieści Ero-guro i mang były również bardzo powszechne. Aktorzy sceniczni nosili makijaż shironuri, szkolne mundurki i tradycyjne elementy kimona, które do dziś są podstawą stylu.

## Wpływy
Styl Angura kei to idealne połączenie elegancji, wyrafinowania, ekscentryczności i mroku jednocześnie, co sprawia, że jest bardzo wyjątkowy. To prawdopodobnie jedna z najbardziej charakterystycznych stylizacji modowych spośród wszystkich japońskich stylów ulicznych i subkultur. Nie jest konieczne noszenie pełnych kompletów kimon, mogą to być po prostu dodane elementy do innych części garderoby visual kei. W rzeczywistości jest często kojarzony lub nawet mylony z innym podstylem Visual kei, jakim jest Eroguro kei, którego głównym celem są elementy erotyczne, a to ze względu na ciemne schematy kolorów i motywy, które są w większości czarne, ale różne style i palety kolorów pojawiały się przez lata. Niektóre japońskie zespoły stosujące ten styl, szczególnie te pionierskie, nosiły biały makijaż lub makijaż inspirowany kabuki i przedstawiały stylizacje z epoki Shōwa (1926–1989).

## Muzyka
Angura kei jest starszą odmianą sceny, odrębną od Visual kei, ale posiadającą wspólne wpływy, znaczące podobieństwa i wspólną bazę fanów. Angura kei skupia się bardziej na tradycyjnych japońskich strojach i modzie z epoki Shōwa. Kolory są głównie czarne, ale mogą też zawierać odcienie klejnotów i kolory pastelowe. Włosy i makijaż są podobne do klasycznych stylów Visual kei, z tapirowanymi i farbowanymi włosami w kolorze niebieskim lub czerwonym. Kolce i łańcuchy to popularne akcesoria, jak i tradycyjne japońskie elementy i kwiaty we włosach. Dobrym przykładem jest zespół Kagrra.